# SingStar Bollywood
SingStar Bollywood es la última versión lanzada en el Reino Unido para PlayStation 2 y por primera vez, se lanza una versión exclusiva para el Reino Unido. Se trata de una colección de 30 temas procedentes de bandas sonoras de películas de Bollywood. En Europa se lanzaron en los últimos 6 meses de 2007: SingStar '90s, SingStar Rock Ballads, SingStar R&B y una versión con canciones exclusivas de cada país en lugar de una versión internacional. En España su equivalente es SingStar Latino
Una cosa a tener en cuenta, es que las letras de las canciones se han adaptado y aparecen en la parte inferior de la pantalla de forma fonética en inglés para facilitar la lectura de aquellos jugadores que desconozcan el Hindi, Urdu o Punjabi, propios del Bollywood.

## SingStar Bollywood: Lista de canciones
La lista de canciones está ordenada en función a la película (columna de la izquierda) que corresponde.
| SingStar Bollywood           |                                  |
| Aashiqui                     | "Nazar Ke Samne"                 |
| Aksar                        | "Jhalak Dikhla Ja"               |
| Chalte Chalte                | "Chalte Chalte"                  |
| Chalte Chalte                | "Suno Na Suno Na"                |
| Chameli                      | "Sajna Ve Sajna"                 |
| Dil Chahta Hai               | "Koi Kahe Kehta Rahe"            |
| Don - The Chase Begins Again | "Ye Mera Dil"                    |
| Don - The Chase Begins Again | "Khaike Paan Banaraswala"        |
| Guru                         | "Barso Re"                       |
| Guru                         | "Tere Bina"                      |
| Ishq Hai Tumse               | "O Soniya"                       |
| Kaal                         | "Tauba Tauba"                    |
| Kaal                         | "Kaal Dhamaal"                   |
| Kabhi Alvida Naa Kehna       | "Where's The Party Tonite"       |
| Kabhi Alvida Naa Kehna       | "Mitwa"                          |
| Kabhi Khushi Kabhie Gham     | "Bole Chudiyan"                  |
| Kabhi Khushi Kabhie Gham     | "Suraj Hua Maddham"              |
| Kabhi Khushi Kabhie Gham     | "Say Shava Shava"                |
| Kal Ho Na Ho                 | "Maahi Ve"                       |
| Kal Ho Na Ho                 | "It's The Time To Disco"         |
| Kal Ho Na Ho                 | "Pretty Woman"                   |
| Khakee                       | "Dil Dooba"                      |
| Kuch Kuch Hota Hai           | "Kuch Kuch Hota Hai"             |
| Kuch Kuch Hota Hai           | "Koi Mil Gaya"                   |
| Kya Love Story Hai           | "It's Rocking"                   |
| Main Hoon Na                 | "Tumse Milke Dil Ka Hai Jo Haal" |
| Main Hoon Na                 | "Main Hoon Na"                   |
| Rang De Basanti              | "Roobaru"                        |
| Rang De Basanti              | "Rang De Basanti"                |
| Salaam-e-Ishq                | "Salaam-e-Ishq"                  |

## Curiosidades
- "Dil Hai Ke Manta Nahin" (de la película Dil Hai Ke Manta Nahin) y "Dus Bahane Karlke Le Gaya Dil" (de la película Dus), estuvieron en la lista que fue originalmente anunciada, pero fueron remplazadas en la actual versión que se encuentra a la venta por: "Tumse Milke Dil Ka Hai Jo Haal" (de la película Main Hoon Na) y "Roobaru" (de la película Rang De Basanti).